# .fm
.fm je internetová národní doména nejvyššího řádu pro Federativní státy Mikronésie, skupinu ostrovů v Pacifiku.
Kromě rezervovaných jmen jako .com.fm, .net.fm, .org.fm a dalších, si může kdokoliv registrovat doménu druhé úrovně. Doména je populární jako mnemotechnická pomůcka pro FM rádia (další podobné domény jsou .am, .tv, .cd a .dj).